# Delias aruna
Delias aruna är en fjärilsart som först beskrevs av Jean Baptiste Boisduval 1832.  Delias aruna ingår i släktet Delias och familjen vitfjärilar. Inga underarter finns listade i Catalogue of Life.

## Bildgalleri

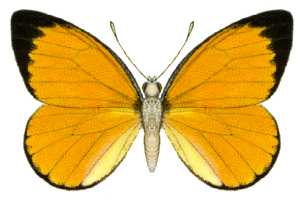
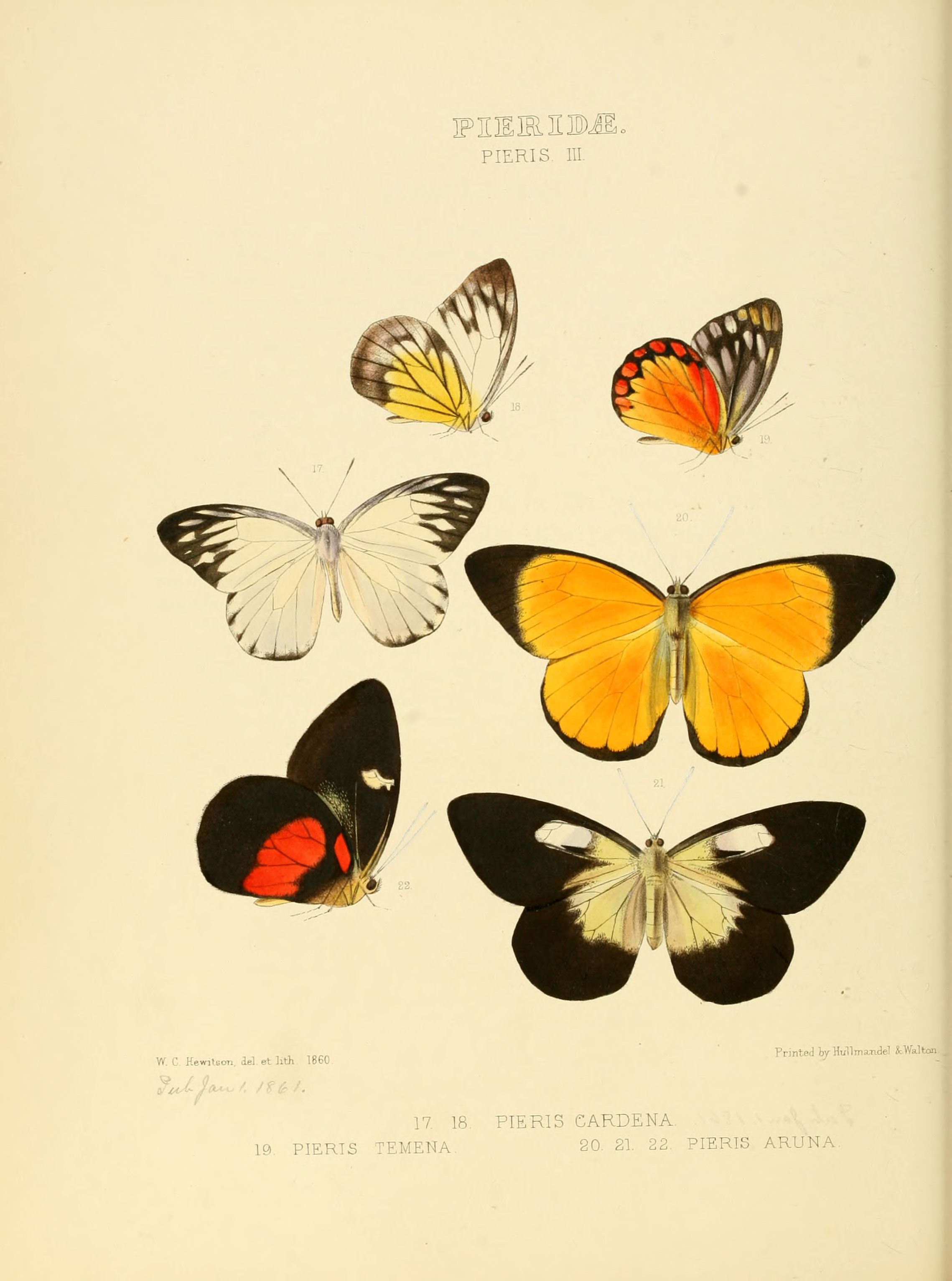